# Dial H-i-s-t-o-r-y
Dial H-I-S-T-O-R-Y е документален филм, посветен на световната история на отвличане на самолети.
Филмът разказва за романтичните „небесни похитители“, които се борят за революционни каузи и печелят ефирно време от борда на пътнически самолети от 1960 и 1970-те. До 1990 г. тези емблематични образи изчезват от телевизионния екран и са заменени с разкази на анонимни бомби в куфарчета.
Режисьорът Йохан Гримонпрез изследва политиката зад тази промяна, като в същото време разкрива общественото съучастничество в призоваването на крайното бедствие.